# Yuri Konovalov
Yuri Konovalov (Unión Soviética, 30 de diciembre de 1929-31 de mayo de 2008) fue un atleta soviético, especializado en la prueba de 4 x 100 m en la que llegó a ser subcampeón olímpico en 1960.

## Carrera deportiva
En los JJ. OO. de Roma 1960 ganó la medalla de plata en los relevos 4 x 100 metros, con un tiempo de 40.1 segundos, tras Alemania que con 39.5 segundos igualaba el récord del mundo, y por delante de Reino Unido, siendo sus compañeros de equipo: Leonid Bartenev, Gusman Kosanov y Edvin Ozolin.